# Europæiske Monetære System
Det Europæiske Monetære System (EMS) er en ordning etableret i 1979 under Jenkins Europa-Kommissionen. De fleste lande i Det Europæiske Økonomiske Fællesskab (EØF) knyttede deres valuta hertil for at undgå store udsving i forhold til hinanden. 
Efter sammenbruddet af Bretton Woods-systemet i 1971, enedes de fleste af EF-landende 1972 om at opretholde stabile valutakurser ved at forhindre valuta udsving på mere end 2,25%. (kaldet det europæiske ”slangesamarbejde"). I marts 1979 blev denne ordning erstattet af Det Europæiske Monetære System, og den europæiske valutaenhed (ECU) blev defineret. 
De grundlæggende elementer i arrangementet var: 
1. ECU’en: En samling af valutaer der forebygger bevægelser over 2,25% (6% for Italien) omkring paritet i bilaterale valutakurser med andre medlemslande.
2. En valutakursmekanisme (ERM)
3. En udvidelse af Europæiske kredit faciliteter.
4. Den Europæiske Fond for Monetært Samarbejde: oprettet i oktober 1972 og fordeler ECU'er til medlemmernes centralbanker i bytte for guld og amerikanske dollar indskud.

Selvom der ikke blev udpeget en valuta som anker, var den tyske D-Mark og den tyske nationalbank, (Bundesbank), utvivlsomt hovedsædet for EMS. På grund af sin styrke, og lave inflations regler var alle andre valutaer tvunget til at følge dens førende position. Denne situation førte til utilfredshed i de fleste lande, og var en af de primære kræfter bag trækket på vej mod en monetær union (i sidste ende euroen). 
Periodiske justeringer hævede værdier af stærke valutaer og sænkede de svagere, men efter 1986 blev ændringer i de nationale rentesatser brugt til at bevare de europæiske valutaer inden for et snævert interval. I begyndelsen af 1990'erne blev Det Europæiske Monetære System belastet af de forskellige økonomiske politikker og vilkår for medlemmerne, bl.a. det nyligt genforenede Tyskland, og Storbritannien (som oprindeligt havde afvist at deltage, og kun gjorde det i 1990) permanent trak sig ud af systemet i september 1992. Spekulative angreb på den franske franc i løbet af det følgende år førte til den såkaldte Bruxelles Kompromisændringsforslag i august 1993, som etablerede en ny udsvingsbånd på 15%.